# Ноум (Тексас)
Ноум (енгл. Nome) град је у америчкој савезној држави Тексас. По попису становништва из 2010. у њему је живело 588 становника.

## Демографија
Према попису становништва из 2010. у граду је живело 588 становника, што је 73 (14,2%) становника више него 2000. године.
| Група             | 2000.       | 2010.       |
| Белци             | 358 (69,5%) | 392 (66,7%) |
| Афроамериканци    | 140 (27,2%) | 108 (18,4%) |
| Азијати           | 0 (0,0%)    | 0 (0,0%)    |
| Хиспаноамериканци | 13 (2,5%)   | 83 (14,1%)  |
| Укупно            | 515         | 588         |